# 白飯魚 (鞋)

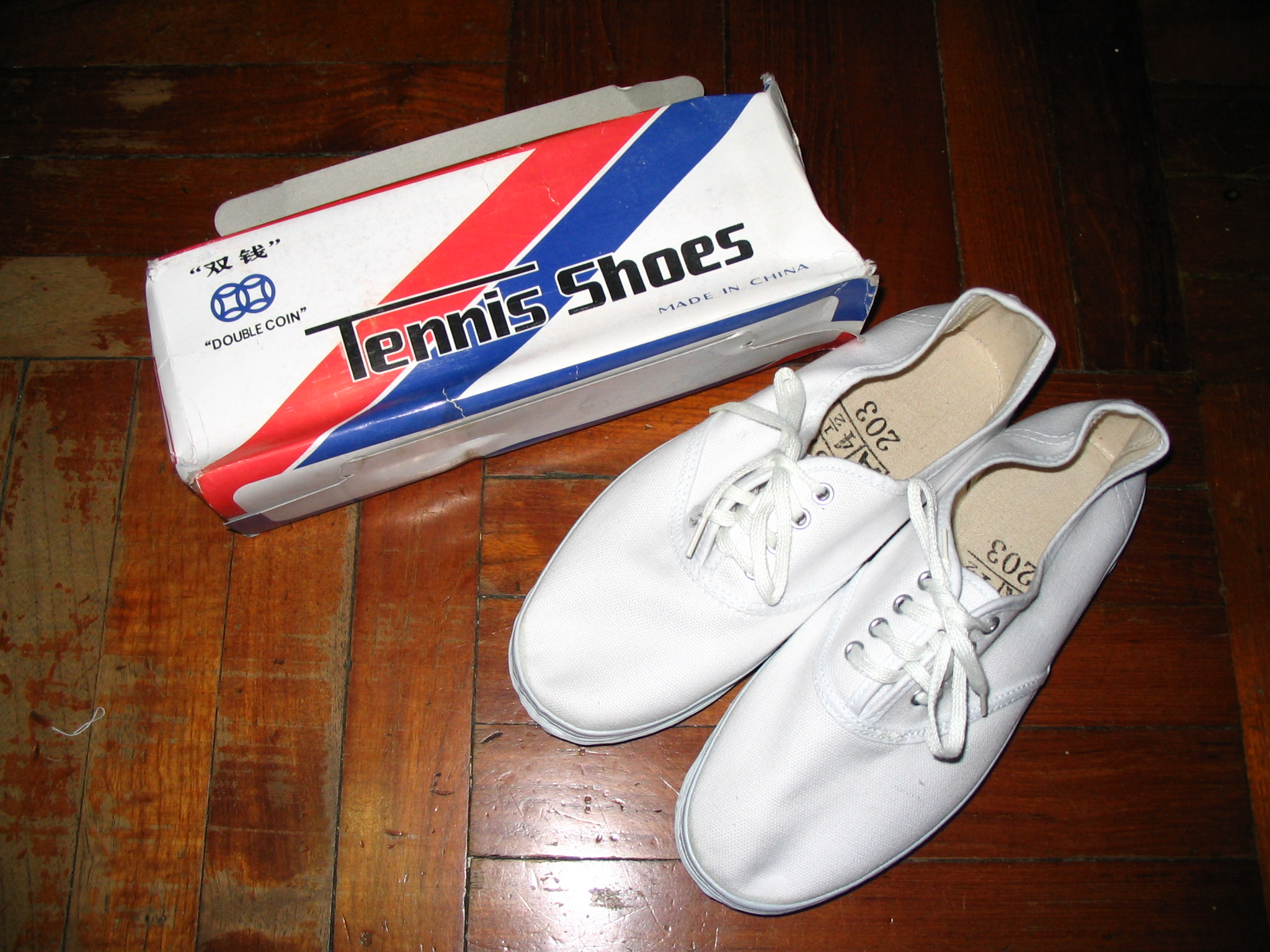
一對傳統的白飯魚

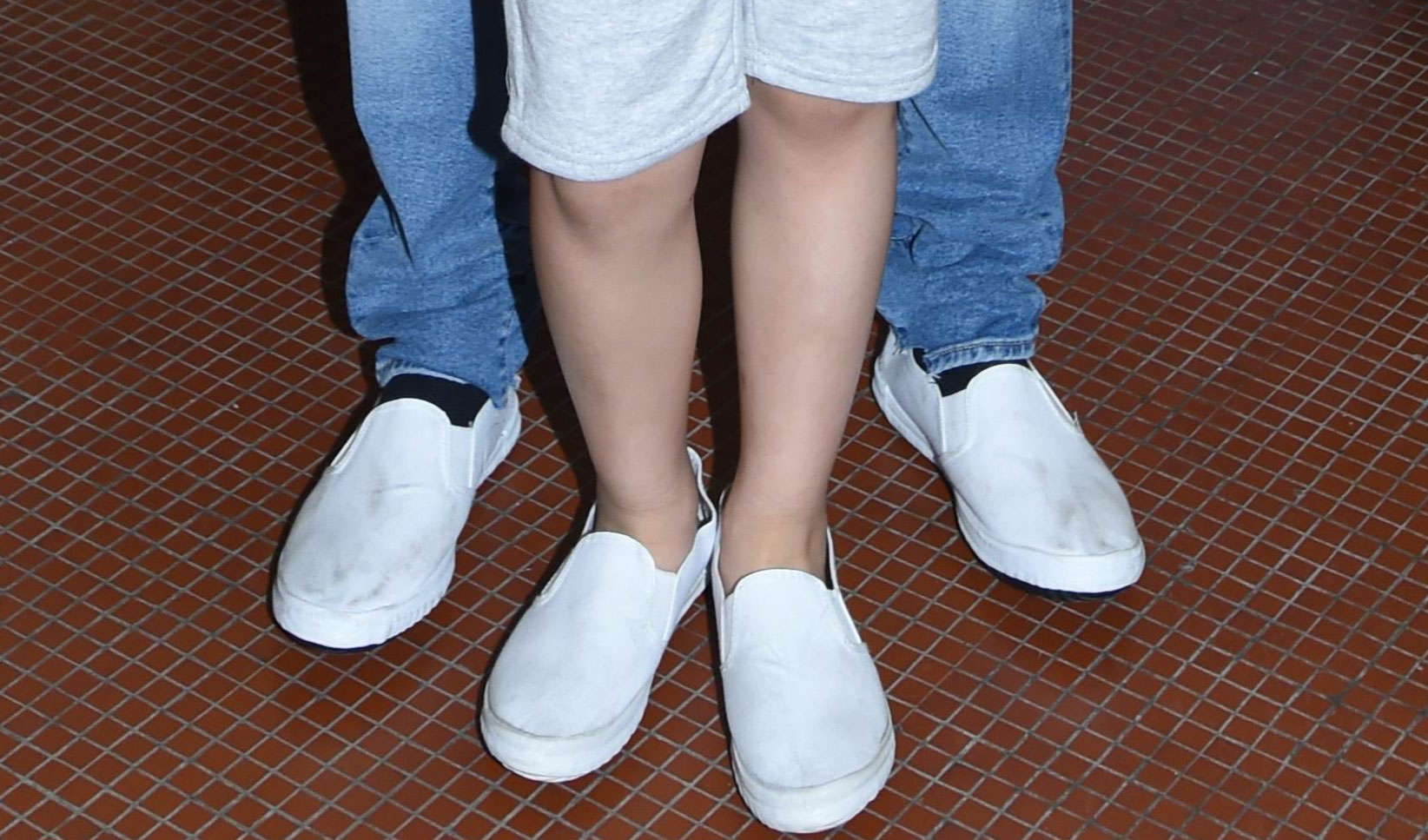
沒有鞋帶的白飯魚

白飯魚是源自香港的詞語，是白布鞋的俗稱。

## 名称由来
白飯魚是白鞋的綽號來，但因粵語「鞋」與「骸」同音，廣東人傳統上對「骸」這個發音有忌諱，不喜事事都「骸骸」聲，因此有說正月（農曆一月）不能買鞋。
而這對還叫白鞋，「白白咁骸！」有些人覺得白鞋全身白色，看上去就像兩條大大的白飯魚，於是便開始給它一個別稱——白飯魚。避免再用白鞋「白骸」這兩字。
久而久之，大家都習慣了叫白鞋做白飯魚了，反而他的原名白鞋就較少人說。

## 简介
在香港，白飯魚（Plimsolls/sneakers）是一種廉價帆布鞋的俗稱，通常為出產自中國大陸。這種鞋有著白色的帆布鞋身和單薄的橡膠鞋底（一般為綠色或黑色），固得白飯魚此名。由於價錢便宜，白飯魚亦是低下階層、晨運客、地盤和裝修及其他基層工人常穿的便鞋。穿白飯魚不穿襪子，是1980至1990年代香港不少兒童的「街坊裝」。
白飯魚一般的售價只需十數港元，曾經成為香港不少中小学上體育課指定穿著的運動鞋，但後來物理治療師發現白飯魚結構單薄，無法完全保護足踝，尤其加重扁平足負擔，最嚴重致腳部變形，隨時傷上加傷，要求學校不要強逼學生穿白飯魚，之後大部份學校都改為全白運動鞋。
另外一個最常使用白飯魚的場合就是中式喪禮。在中式喪禮中，家屬需要穿著全身是白色的衣服。一些人因為本身沒有全白色的鞋（全白色的鞋較易顯得骯髒），所以便買一雙廉價的白飯魚只在喪禮時臨時穿著，完事後棄掉亦不太可惜。
因為白飯魚的結構單薄，除了不能對足部提供足夠的保護之外，還可能因此引致受傷，所以現時已經愈來愈少人穿著白飯魚來進行認真的運動。
2006年，法國年青企業家尼古拉斯、帕特斯·巴斯天（Patrice Bastian）及克雷門·法爾斯（Clement Fauth）看準了這種中國簡約品味而買下了法國的銷售權。短短5年，這古老的「飛躍」不單多了一個浪漫的法國名字，更打造成為法國市場最大品牌之一。